# Verwaltungsgemeinschaft Weidenberg
In der Verwaltungsgemeinschaft Weidenberg im oberfränkischen Landkreis Bayreuth haben sich folgende Gemeinden zur Erledigung ihrer Verwaltungsgeschäfte zusammengeschlossen:
1. Emtmannsberg, 1005 Einwohner, 22,33 km²
2. Kirchenpingarten, 1283 Einwohner, 33,54 km²
3. Seybothenreuth, 1302 Einwohner, 17,43 km²
4. Weidenberg, Markt, 5875 Einwohner, 68,90 km²

Der Sitz der Verwaltungsgemeinschaft ist Weidenberg, Vorsitzender ist Hans Wittauer.